# Harold Garfinkel
Harold Garfinkel, ameriški sociolog in etnolog, * 29. oktober 1917, Newark, New Jersey, Združene države Amerike  † 21. april 2011, Los Angeles, Kalifornija.
Znan je po ustanovitvi in razvoju etnometodologije kot raziskovalnega področja sociologije.

## Zgodnje življenje
Garfinkel je odraščal v judovski družini v Newarku v New Jerseyju v letih pred veliko gospodarsko krizo. Njegov oče je upal, da mu bo Harold sledil v družinski prodajalni pohištva, a Harold je odšel študirat računovodstvo na Univerzo v Newarku. Poleti po končani diplomi je kot prostovoljec delal v delovnem taborišču Quaker v Corneliji v zvezni državi Georgia. Tam je delal s študenti iz različnih okolij in z najrazličnejšimi interesi. Ta  izkušnja je  vplivala na njegovo odločitev, da svoje življenje posveti sociologiji. Še istega leta se je Garfinkel vpisal na podiplomski študij na Univerzi Severne Karoline v Chapel Hillu, kjer je leta 1942 dokončal magisterij. Zaradi druge svetovne vojne so ga vpoklicali v vojsko, kjer je služil kot inštruktor v vojaški bazi na Floridi. Tam je bil ranjen in premeščen v Gulfport v Misisipiju. Tam je spoznal Arlene Steinbach, ki je postala njegova žena.

## Oddelek za družbene odnose na Harvardu
Kot študent na Chapel Hillu se je seznanil z deli Talcotta Parsonsa. Leta 1946 je Garfinkel odšel študirat na novoustanovljen Oddelek za družbene odnose na Harvardu pod mentorstvom Parsonsa. V tem obdobju se je seznanil tudi s številnimi evropejskimi strokovnjaki, ki so imigrirali v ZDA. Med njimi so bili Aron Gurwitsch, Felix Kaufmann in Alfred Schütz, ki so Garfinklu predstavil razvijajočim se idejam socialne teorije, psihologije in fenomenologije. V času, ko je bil na Harvardu, je Garfinkla sociolog Wilbert Ellis Moore povabil na projekt o organizacijskem vedenju na Univerzi Princeton. Garfinkel je bil odgovoren za organiziranje dveh konferenc v povezavi s tem projektom. Pri tem je prišel v stik z uglednimi znanstveniki  vedenjskih, informacijskih in družboslovnih ved: Gregoryjem Batesonom, Kennetthom Burkeom, Paulom Lazarsfeldom, Frederickom Mostellerjem, Philippom Selznickom, Herbertom Simonom in Johnom von Neumannom.

## Po Harvardu
Po odhodu s Harvarda je sodeloval pri dveh velikih raziskovalnih projektih, pri enem je vodil študije vodenja pod okriljem Odbora za raziskovanje kadrov na državni zvezni državi Ohio in pri ameriškem porotniškem projektu, za katerega je delal v Arizoni. Leta 1954 se je pridružil Fakulteti za sociologijo na Kalifornijski univerzi v Los Angelesu. V letih 1963–1964 je bil znanstveni sodelavec Centra za znanstveni študij samomora. Garfinkel je leta 1975–1976 delal na Centru za napredni študij vedenjskih ved. V letih 1979-1980 pa je gostoval na Univerzi Oxford. Upokojil se je leta 1987.

## Delo
Najbolj je znan po svoji knjigi Studies in Ethnomethodology, ki je bila objavljena 1967. Zbrana nepublicirana gradiva so bila kasneje objavljena v dveh izdajah Seeing Sociologically in Ethnomethodology's Program. Na Harvardu je 1952 doktoriral z delom »The Perception of the Other: A Study in Social Order.« Po pridobljenem doktoratu na Harvardu je bil povabljen na srečanje Ameriškega sociološkega združenja, kjer je ustvaril pojem etnometodologija, ki je postalo glavno področje njegovega raziskovanja. Etnometodologija je raziskovanje racionalnih lastnosti indeksnih izrazov in drugih praktičnih dejanj kot pogojnih nenehnih dosežkov organiziranih spretnih praks v vsakdanjem življenju.
Garfinkel je izražal brezbrižnost do vseh oblik sociološkega teoretiziranja. Poskušal je neposredno raziskati družbeni svet. V Durkheimovi izjavi »Objektivna resničnost družbenih dejstev je temeljno načelo sociologije.« Garfinkel je  v izjavi zamenjal izraz »načelo« za »fenomen« in s tem poudaril drugačen pristop k sociološkemu raziskovanju.
Ustvaril je izraz etnometodologija kot način za opis, kako ljudje uporabljajo različne metode, da bi razumeli družbo, v kateri živijo. Opažal je, da so metode, ki jih ljudje uporabljajo za razumevanje družbe, v kateri živijo, zelo prepletene z naravnim odnosom med ljudmi. V poglavju »The Rational Properties of Scientific and Common Sense Activities« v knjigi iz 1967 Studies in Ethnomethodology je Garfinkel obravnaval različne pomene izražanja, pri različnem vedenju ljudi.  Govoril je o obstoju različnih pomenov izraza »racionalnost« glede na način vedenja ljudi. Raziskoval je tudi da se racionalnost pogosto razumsko nanaša na osebne občutke, ki spremljajo posameznikovo obnašanje.

## Dela  v angleščini
- Studies in Ethnomethodology (1967)
- Seeing Sociologically: The Routine Grounds of Social Action (2006)
- Toward a Sociological Theory of Information (2008)
- Ethnomethodological Studies of Work (1986)
- Ethnomethodology's Program (2002)
- Lebenswelt origins of the sciences: Working out Durkheim's aphorism (2007)